# 郭循 (明朝)
郭循（14世紀—1450年），字循初、邦禮，江西吉安府廬陵縣炯村人，明朝政治人物。

## 生平
郭循是永樂十八年（1420年）舉人，次年（1421年）聯捷進士，獲授刑部主事，宣德年間大臣陳祚諫言得忤逆，他諫拓西內皇城修離宮，被逮入面問。郭循抗辯不屈，亦下獄。明英宗繼位后，恢復官職。隨後在正統七年（1442年）進任郎中，因尚書魏源舉薦，十年（1445年）升任廣東右參政，剿匪有功。景泰元年（1450年）去世。

## 引用
1. 1 2  同治《廬陵縣志·卷二十九·人物志》：郭循，字邦禮，炯村人，永樂辛丑進士，授刑部主事錄囚南京，枉抑多所申雪，嘗極論營搆毋事多侈，調工部，遷郎中，官至廣東參政，毎厭苛法者，歎曰：「此輩欲飾虛名希寵利，故恣行毒螫，自絕生理，何以善後？」政務寬厚治稱詳明，卒於官，百姓懷之，祀鄉賢祠。 通志，參舊志
2. ↑  同治《廬陵縣志·卷二十二·選舉志》：鄉舉……明……（永樂）十八年庚子……郭循 炯村人，見進士
3. ↑  同治《廬陵縣志·卷二十·選舉志》：進士……明……（永樂）十九年辛丑科曾鶴齡榜 郭循 炯村人，參政，有傳
4. ↑  《明英宗睿皇帝實錄·卷八十八》：（正統七年正月）丁卯陞刑部主事楊祖、陸矩、郭循、吳方大、章敏俱為本部郎中，梁楘、丁芹、陸瑜、吳顯、陳坦俱為本部員外郎。
5. ↑  《明英宗睿皇帝實錄·卷一百三十三》：（正統十年九月壬辰）陞郎中……郭循為廣東右參政……
6. ↑  《明史》（卷162）：“其時，刑部主事郭循諫拓西內皇城修離宮，逮入面詰之。循抗辯不屈，亦下獄。英宗立，祚與循皆得釋復官。郭循，字循初，廬陵人。居官有才譽。既復職，進郎中，以尚書魏源薦，擢廣東參政，有剿寇功。景泰初卒。”
7. ↑  《明英宗睿皇帝實錄·卷一百九十三·廢帝郕戾王附錄第十一》：（景泰元年六月壬寅）廣東布政司右參議政郭循卒。循字循初，廬陵人，儀觀甚偉，言動有則富才識，以《詩經》授徒多登科第，有至第一甲者，循由進士為刑部主事有盛稱，宣德間開拓西內皇城大興土木，循極諫不可以氊褁，至大內問之循不屈乃射傷其顱，血流被面，仍監錦衣衞獄。正統改元遇恩宥復職，陞郎中，尚書魏源薦陞廣東布政司參政，海寇作亂剿捕有功，感疾卒。